# Talant Mamytov
Talant Turdumamatovich Mamytov (Quirguiz: Талант Турдумамат уулу Мамытов; Russo: Талант Турдумаматович Мамытов; Nascido em 14 de março de 1976) é um membro do Conselho Supremo do Quirguistão e um deputado da facção República-Ata Zhurt. Ele foi eleito presidente do conselho em 4 de novembro de 2020 após a renúncia do presidente interino Sadyr Japarov. Devido à vaga da Presidência, o presidente do conselho tornou-se chefe de Estado do Quirguistão.